# Tour der neuseeländischen Rugby-Union-Nationalmannschaft nach Großbritannien 1993
| Tour der All Blacks nach Großbritannien 1993 | Tour der All Blacks nach Großbritannien 1993 | Tour der All Blacks nach Großbritannien 1993 | Tour der All Blacks nach Großbritannien 1993 | Tour der All Blacks nach Großbritannien 1993 |
| Übersicht                                    | S                                            | G                                            | U                                            | N                                            |
| -------------------------------------------- | -------------------------------------------- | -------------------------------------------- | -------------------------------------------- | -------------------------------------------- |
| Test Matches                                 | 02                                           | 01                                           | 0                                            | 1                                            |
| Sonstige Spiele                              | 11                                           | 11                                           | 0                                            | 0                                            |
| Gesamt                                       | 13                                           | 12                                           | 0                                            | 1                                            |
|                                              |                                              |                                              |                                              |                                              |
| England                                      | 01                                           | 0                                            | 0                                            | 1                                            |
| Schottland                                   | 01                                           | 01                                           | 0                                            | 0                                            |

Die Tour der neuseeländischen Rugby-Union-Nationalmannschaft nach Großbritannien 1993 umfasste eine Reihe von Freundschaftsspielen der All Blacks, der Nationalmannschaft Neuseelands in der Sportart Rugby Union. Das Team reiste von Oktober bis Dezember 1993 durch Schottland und England. Während dieser Zeit bestritt es 13 Spiele, darunter je ein Test Match gegen die schottische und die englische Nationalmannschaft. Gegen die Engländer mussten die All Blacks die einzige Niederlage dieser Tour hinnehmen. Sie fand ihren Abschluss in Wales mit einer Partie gegen die Barbarians.

## Spielplan
- Hintergrundfarbe grün = Sieg
- Hintergrundfarbe rot = Niederlage

(Test Matches sind grau unterlegt; Ergebnisse aus der Sicht Neuseelands)
| #  | Datum             | Gegner                         | Ort        | Stadion                         | Ergebnis |
| -- | ----------------- | ------------------------------ | ---------- | ------------------------------- | -------- |
| 01 | 23. Oktober 1993  | London and South-East Division | London     | Twickenham Stadium              | 39:12    |
| 02 | 26. Oktober 1993  | Midland Division               | Leicester  | Welford Road Stadium            | 12:6     |
| 03 | 30. Oktober 1993  | South-West Division            | Redruth    | Recreation Ground               | 19:15    |
| 04 | 02. November 1993 | Northern Division              | Liverpool  | Anfield                         | 27:21    |
| 05 | 07. November 1993 | England A                      | Gateshead  | Gateshead International Stadium | 26:12    |
| 06 | 10. November 1993 | South of Scotland              | Galashiels | Netherdale                      | 84:5     |
| 07 | 13. November 1993 | Schottland A                   | Glasgow    | Old Anniesland                  | 20:9     |
| 08 | 17. November 1993 | Scottish Development XV        | Edinburgh  | Myreside Stadium                | 31:12    |
| 09 | 20. November 1993 | Schottland                     | Edinburgh  | Murrayfield Stadium             | 51:15    |
| 10 | 23. November 1993 | England Emerging Players       | Gloucester | Kingsholm Stadium               | 30:19    |
| 11 | 27. November 1993 | England                        | London     | Twickenham Stadium              | 9:15     |
| 12 | 30. November 1993 | Combined Services              | Plymouth   | Rectory Field                   | 13:3     |
| 13 | 04. Dezember 1993 | Barbarians                     | Cardiff    | Cardiff Arms Park               | 25:12    |

## Test Matches
| 20. November 1993 14:00 WEZ | Schottland                            | 15 : 51        | Neuseeland                                                                                        | Murrayfield Stadium, Edinburgh Zuschauer: 37.000 Schiedsrichter: Frederick Burger (Südafrika) |
| 20. November 1993 14:00 WEZ | Straftritte: Chalmers G. Hastings (4) | (9:22) Bericht | Versuche: Brooke Bunce Ellis (2) Wilson (3) Erhöhungen: Cooper (4) Wilson Straftritte: Cooper (2) | Murrayfield Stadium, Edinburgh Zuschauer: 37.000 Schiedsrichter: Frederick Burger (Südafrika) |

Aufstellungen:
- Schottland: Paul Burnell, Craig Chalmers, Damian Cronin, Gavin Hastings , Scott Hastings, Andrew MacDonald, Dave McIvor, Kenny Milne, Ian Jardine, Andy Nicol, Graham Shiel, Tony Stanger, Rob Wainwright, Alan Watt, Doddie Weir 
 Auswechselspieler: Carl Hogg, Kenny Logan, Bryan Redpath, Douglas Wyllie
- Neuseeland: Zinzan Brooke, Olo Brown, Frank Bunce, Matthew Cooper, Craig Dowd, Marc Ellis, Sean Fitzpatrick , Stuart Forster, Steve Gordon, Ian Jones, Jamie Joseph, Arran Pene, John Timu, Va’aiga Tuigamala, Jeff Wilson 
 Auswechselspieler: Eroni Clarke

| 27. November 1993 14:00 WEZ | England                                    | 15 : 9        | Neuseeland              | Twickenham Stadium, London Zuschauer: 68.000 Schiedsrichter: Frederick Burger (Südafrika) |
| 27. November 1993 14:00 WEZ | Straftritte: Callard (4) Dropgoals: Andrew | (6:0) Bericht | Straftritte: Wilson (3) | Twickenham Stadium, London Zuschauer: 68.000 Schiedsrichter: Frederick Burger (Südafrika) |

Aufstellungen:
- England: Rob Andrew, Kyran Bracken, Jon Callard, Will Carling , Ben Clarke, Phil de Glanville, Martin Johnson, Jason Leonard, Brian Moore, Nigel Redman, Dean Richards, Tim Rodber, Victor Ubogu, Rory Underwood, Tony Underwood
- Neuseeland: Zinzan Brooke, Olo Brown, Frank Bunce, Eroni Clarke, Craig Dowd, Marc Ellis, Sean Fitzpatrick , Stuart Forster, Steve Gordon, Ian Jones, Jamie Joseph, Arran Pene, John Timu, Va’aiga Tuigamala, Jeff Wilson